# Шустера, Мирослав
Мирослав Шустера (чеш. Miroslav Šustera; 15 марта 1878, Žerotín — 5 декабря 1961[…] или 15 декабря 1961, Прага) — богемский легкоатлет-универсал и борец классического стиля. Участник летних Олимпийских игр 1908 и 1912 годов.

## Биография
Мирослав Шустера родился 15 марта 1878 года в австро-венгерском городе Прага (сейчас в Чехии).
Выступал в соревнованиях за пражские ЦКС и «Славию».
В 1906 году вошёл в состав сборной Богемии на внеочередных летних Олимпийских играх в Афинах. В метании диска не попал в пятёрку лучших. В метании диска в древнегреческом стиле занял 7-е место, показав результат 27,080 метра и уступив 8,09 метра завоевавшему золото Вернеру Ярвинену из Финляндии. В античном пятиборье (прыжки в длину с места, метание диска в древнегреческом стиле, метание копья, бег на стадий и классическая борьба) поделил 12-13-е места с Артуром Мальвицем из Германии, набрав 38 очков и уступив 14 очков победителю Яльмару Мелландеру из Швеции.
В 1908 году вошёл в состав сборной Богемии на летних Олимпийских играх в Лондоне. В метании диска не попал число 11 лучших. В метании диска в древнегреческом стиле не попал в число 10 лучших. Также был заявлен в метании копья в свободном стиле и толкании ядра, но не вышел на старт. В классической борьбе в весовой категории до 93 кг в 1/16 финала на 8-й минуте проиграл Уильяму Весту из Великобритании. Был знаменосцем сборной Богемии на церемонии открытия Олимпиады.
В 1912 году вошёл в состав сборной Богемии на летних Олимпийских играх в Стокгольме. В метании диска занял в квалификации 38-е место с результатом 31,83, уступив 10,45 метра попавшему в финал с 3-го места Джиму Данкану из США. Также был заявлен в метании молота, но не вышел на старт.
В 1914 году стал чемпионом Богемии в толкании ядра с результатом 11,85 метра.
Умер 15 декабря 1961 года в Праге.

## Личный рекорд
- Метание диска — 42,97 (1913)[7]